# Culpa (libro de Ferdinand von Schirach)
Culpa es una colección de cuentos del escritor alemán Ferdinand von Schirach.
El libro fue publicado por Piper Verlag en 2010 y contiene quince historias que exploran la cuestión de la culpa humana. Todas las historias fueron llevadas a la televisión con Moritz Bleibtreu.

## Contenido

### Fiesta mayor
Unos músicos de un pequeño pueblo violan y abusan de una joven camarera durante un festival folklórico, aparentemente sin que nadie se dé cuenta. Un miembro de la banda llama a la policía. Toda evidencia posible es destruida debido a la negligencia de los funcionarios y los servicios de emergencia. La marca registrada del grupo, máscaras y caras pintadas, hace imposible identificarlos cuando se les confronta. Ni el autor de la llamada ni los demás miembros testifican ante el tribunal. Debido a la falta de pruebas, no hay juicio alguno y los perpetradores permanecen impunes.

### ADN
Nina, de 17 años, y su novio de 24 viven sin hogar en la estación del jardín zoológico de Berlín. En Navidad son invitados a la casa de un hombre. Hay café y pastel y a los dos incluso les ofrecen un baño. Cuando Nina acepta la oferta, el hombre entra allí y comienza a masturbarse. Ella llama a su amiga para pedirle ayuda, juntos dominan y ahogan al anfitrión. Con el dinero que encuentren en el apartamento del muerto, podrán construir una nueva vida. 19 años después, el caso se reexamina mediante análisis de ADN y la pareja es declarada culpable del asesinato. El novio de Nina le dispara y luego se suicida.

### Los iluminados
Un pequeño grupo de adolescentes en un internado que se hacen llamar en secreto iluminados están obsesionados con teorías conspirarativas. Al llegar al exorcismo, deciden buscar una víctima a quien puedan limpiar de sus pecados y convertirlo en su discípulo. La víctima, llamada Henry, tiene un gran talento artístico y es un marginado que solo quiere encajar. Casi muere durante su ritual de consagración. Su profesora de arte, su modelo a seguir y última esperanza en la vida, lo salva, pero por una serie de eventos desafortunados ella muere.

### Criaturas
Holbrecht y Miriam, profesora, viven en Berlín. Un día, una estudiante de ocho años acusa a Holbrech de abuso, por lo que es condenado a tres años y medio de prisión. Su esposa se divorcia de él. Después de su encarcelamiento, sigue a la muchacha supuestamente abusada e inicialmente planea matarla. En lugar de eso, se pone en contacto con su abogado, quien convence a la muchacha de decir la verdad: para poder tener a la esposa de Holbrecht para ella sola, la entonces estudiante había inventado el abuso. Holbrecht es absuelto en el nuevo juicio.

### Anatomía
Un joven se sienta en su coche y espera a una mujer que vive en una casa al otro lado de la calle. Piensa en cómo conoció a la mujer, cómo ella lo rechazó y cómo se sintió burlado por ella. Él tiene un plan para matarla y se imagina cómo resultará todo. Se imagina con todo lujo de detalles cómo y dónde abrirá el cuerpo de la mujer con los instrumentos de disección. Mientras baja del coche, pensando en su plan, es atropellado. El conductor recibe una pena suspendida de un año y seis meses.

### El otro
Durante sus vacaciones, Paulsberg y su esposa conocen en la sauna a un sureño que la encuentra notablemente atractiva. La pareja está tan preocupada por el incidente que vuelven a dormir juntos después de mucho tiempo. Como era de esperar, al día siguiente el sureño vuelve a la sauna, donde tienen lugar actos sexuales entre él y la mujer de Paulsberg. Su marido observa. Esto crea una preferencia y la pareja ahora se reúne regularmente con otras parejas para actvidades sexuales. Un día encuentran a un viejo conocido en Internet y quedan en encontrarse con él. Paulsberg filma durante el acto. En una reunión posterior, Paulsberg y su viejo conocido consumen cocaína. Paulsberg luego mata al otro hombre con un cenicero. Es condenado a 3 años y medio de prisión.

### La maleta
Durante un control de tráfico, un agente de policía se fija en el educado conductor de un coche de alquiler. Los papeles están en regla, pero le sorprende que en el vehículo no haya nada tirado. Como el hombre no habla alemán, llama a un colega que habla algo de polaco. Piden al conductor que abra el maletero. También está vacío salvo por un maletín rojo. La maleta contiene 18 fotocopias en color de once hombres y siete mujeres que aparentemente fueron asesinados en el momento en que se tomó la foto. El conductor asegura que en su ciudad natal un empresario le pidió que llevara a Berlín el maletín en el que supuestamente había importantes planos de construcción y que a las 17.00 horas se situara delante de una determinada cabina telefónica. Cuando los oficiales disfrazados esperan en el punto de encuentro, no sucede nada. Al día siguiente, un corredor encuentra el cuerpo del conductor del coche de alquiler. Le dispararon. La policía alemana se pone en contacto con la policía polaca, pero el caso del asesinato no puede resolverse. Los asesinatos que aparecen en las fotografías también siguen sin resolverse.

### Demanda
Desde hace dos años, la protagonista no se siente bien: está casada, tiene hijos y se ocupa de todo, pero se siente vacía e insatisfecha, el mundo se le vuelve ajeno. Luego comienza a robar para escapar de su gris vida cotidiana. Ella siempre tira los bienes robados en el bote de basura más cercano. Un día es atrapada por un detective de la tienda y denunciada. Como el valor de la mercancía no era elevado, el Ministerio Público archiva el procedimiento. Todo vuelve a calmarse.

### Nieve
Un anciano recibe 1.000 euros al mes de su amigo Hassan para guardar droga en su apartamento. Sin embargo, la policía se da cuenta de ello y registra el lugar. Porque el anciano lleva un cuchillo, lo arrestan. Pero no traiciona a Hassan por su novia embarazada, Jana. Ella lo visita en la prisión y se da cuenta de que tiene los dientes rotos. Durante el juicio se hizo evidente que el anciano sólo llevaba consigo el cuchillo para cortar la comida en trozos pequeños para poder masticarla mejor. Dado el caso, sólo recibirá una pena suspendida.

### La llave
Atris y Frank compran pastillas en Ámsterdam y no se dan cuenta de que el vendedor está haciendo señas a una mujer. Mientras Frank es emboscado por el SEK, esta mujer busca la llave de la taquilla que contiene el dinero para las pastillas. Ella tiende una emboscada a Atris y lo lleva a la caja de seguridad, saca dinero falso y cocaína falsa y deja a Atris parado allí. La persona alerta anónimamente a la policía y utiliza una segunda llave para abrir la caja de seguridad correcta que contiene el dinero real. La mujer es arrestada, Frank es liberado y las pastillas se dirigen a la madre de Atri.

### Soledad
Larissa, una chica cuyos padres están desempleados y son alcohólicos, es un día violada por su vecino, que es amigo de su padre. Una vecina no interviene porque no es asunto suyo. Durante algún tiempo después se siente muy mal hasta que, después de unos meses, va al baño y da a luz a un niño en la taza del inodoro. Ella pensó que los síntomas del embarazo eran una enfermedad. El niño cae en el inodoro al nacer y se ahoga, ella lo esconde en el sótano. Sin embargo, la madre llama a los servicios de emergencia porque todo está cubierto de sangre. Larissa es absuelta en el tribunal. La defensa argumenta que el trauma que sufrió por la violación la llevó a reprimir el embarazo.

### Justicia
Harkan Turan es víctima de un error judicial y de una gestión administrativa deficiente y por ello se encuentra injustamente encarcelado. El trasfondo es una disputa entre dos dueños de perros, en la que uno de ellos es golpeado brutalmente. La esposa de la víctima, empleada de un salón de bronceado, cree que conoce al agresor, un tal Sr. Tarun. Lo denuncian. Sin embargo, los oficiales no entregan la citación a Tarun, sino a Turan, quien no responde. El caso se remite entonces al Ministerio Público y se solicita una orden penal. Turan tampoco reacciona ante esto, sino que simplemente lo ignora. Termina en prisión porque no paga la multa que le corresponde y se la convierten en una pena de prisión. El abogado de Turan puede demostrar que no pudo haber cometido el delito debido a sus deformidades físicas. Turan es liberado.

### Compensación
En un matrimonio aparentemente perfecto, el hombre resulta ser un sádico. Después de años de violencia y abuso, amenaza con violar también a su hija, tras lo cual el amante de la mujer lo mata. El juez que preside el juicio utiliza medios injustos para garantizar que los dos no sean castigados, permitiéndoles así comenzar una nueva vida.

### Familia
Waller proviene de una familia problemática y queda medio huérfano después de graduarse de la escuela secundaria. Luego logra un ascenso meteórico. Compra una mansión con muelle para barcos en un lago bávaro, donde el narrador en primera persona, un abogado, también lo conoce. El medio hermano de Waller, por otro lado, se convierte en un criminal, queda temporalmente sin hogar y termina en prisión. Gracias a sus buenos contactos, Waller puede ayudarlo. Sin embargo, cuando su medio hermano se convierte en asesino en una pelea de bar, Waller se distancia de él. Un año después, el narrador en primera persona se entera por el periódico que Waller se resbaló del barco durante una tormenta y se ahogó.

### Misterios
El señor Kalkmann sufre de paranoia y por eso visita periódicamente la oficina del narrador en primera persona, Ferdinand von Schirach. Exige acciones legales contra los servicios secretos que supuestamente lo persiguen. Finalmente, von Schirach le aconseja que busque ayuda psicoterapéutica. Juntos acuden al servicio de urgencias psiquiátricas. Cuando el paciente le pide a Kalkmann que se presente, este responde: «Buenos días, me llamo Ferdinand von Schirach, soy abogado. [...] Les presento al señor Kalkmann. Sospecho que tiene un defecto grave».

## Recepción
- Heribert Prantl, crítico del Süddeutsche Zeitung, elogia el libro, si bien critica algunos aspectos: "Schirach es un hábil registrador de acontecimientos aterradores y perturbadores, extraños y trágicos. Su libro se llama Culpa, pero no busca culpables. Él no juzga, sólo escribe. Lo hace con un lenguaje brillantemente sobrio, furiosamente escueto y seco como el polvo. Es la traducción del lenguaje de los archivos a la literatura. No hay ninguna frase jurídica que nos moleste ni ningún párrafo en alemán que nos suene a algo. Sin embargo, ocasionalmente esta traducción presenta fallos, aparentemente allí donde Schirach quiere ser deliberadamente literario [...] Uno podría entonces tener la sensación de que ya no tiene ante sus manos una fascinante historia policial, sino un folleto publicitario del bufete de abogados Schirach."[19]
- Stefan Reinecke del Tageszeitung acota que: "Algunos críticos literarios se quejan de que el autor se limita a esbozar los personajes sin dotarlos de un equilibrio emocional adecuado. Así es. Precisamente por eso esta prosa es especial. Prescinde del omnipresente realismo psicológico que impregna tantas películas y novelas. La brevedad, escribió Antón Chéjov, es hermana del talento [...] Fuera de ello, Culpa no es tan original como Crímenes y tampoco es tan elegante lingüísticamente."[20]
- El crítico de Focus considera que: "Culpa no es un material de lectura adecuado para almas sensibles. Los giros poéticos y la justicia equilibrada que a menudo eran evidentes en Crímenes son pocos y distantes en el nuevo libro. El primer relato confronta al lector con tanta dureza a la injusticia y a la miseria que casi parece una advertencia [...] La impresión de leer historias reales es particularmente deprimente. Von Schirach, que trabaja como abogado penalista desde hace 16 años, le da vida deliberadamente a través de su estilo narrativo: siempre aparece después del crimen en su papel de asesor legal, que así se entera de todo lo sucedido y luego lo escribe. En entrevistas dice que las historias son básicamente verdaderas y los personajes son reales, pero mezclados y distorsionados. Escribe con la misma habilidad con la que trata este tema. La distancia emocional que mantiene respecto de los perpetradores y las víctimas, y que transmite a sus lectores, impide cualquier identificación con ellos."[21]
- Lecturalia resalta que: "Con una sensibilidad especial para incidir en los detalles reveladores y una prosa depurada y precisa, von Schirach vuelve a presentarnos una colección de punzantes miniaturas sobre el insondable comportamiento humano. En unas, constatamos con angustia que quienes han perpetrado un crimen no son declarados culpables; en otras, que el sentimiento de culpa actúa con mayor celeridad que la ley; pero en todas ellas el lector hallará los destellos de una honda inteligencia moral y un sigiloso, pero devastador, sentido del humor."[22]
- Jutta Ladwig indica el marco de la narración: "Todas las historias están subordinadas a una cita de Aristóteles: “Todas las cosas son como son”. Un lema apropiado para esta colección de historias. Porque Schirach no plantea la cuestión de la culpa y de la expiación apropiada ni asigna claramente la culpa. Más bien, presenta los casos en todas sus facetas y revela la situación jurídica. Las personas son condenadas porque todas las pruebas demuestran su culpabilidad. Asimismo, serán absueltos si no existen pruebas de su culpabilidad en el sentido legal. Al mismo tiempo, estas historias dejan claro que no todos los que son absueltos en el tribunal están libres de toda culpa. Pero ningún tribunal es capaz de evaluar esta culpa moral."[23]
- El crítico literario Denis Scheck valoró los cuentos negativamente: "Sin embargo, las historias muy simples sobre presuntos abusadores de menores, traficantes de drogas aparentemente estúpidos y violadores insensibles son emocionantes. Pero ofrecen poco más que la página del periódico con los informes policiales y noticias diversas. Me parece que viven principalmente de la emoción de la autenticidad, del horror del “¡lo has vivido todo tú mismo!”. Pero esa es una vida prestada, lo opuesto a la literatura."[24]

## Adaptación televisiva
Schuld nach Ferdinand von Schirach (Culpa según Ferdinand von Schirach ) es el título de una serie policial alemana basada en la colección de cuentos Culpa de Ferdinand von Schirach. Después de Crímenes, es el segundo volumen de cuentos de Schirach que se lleva a la pantalla. Moritz Bleibtreu interpreta el papel principal del abogado penalista Friedrich Kronberg, que se ocupa de casos penales especiales. La serie fue producida por Oliver Berben para ZDF y consta de catorce episodios en tres temporadas.
La primera temporada se emitió en febrero y marzo de 2015. El 6 de febrero de 2015, dos semanas antes de su emisión televisiva, se publicó íntegramente en la mediateca de la ZDF. La segunda temporada, compuesta por cuatro episodios, se emitió el 15 de septiembre de 2017. También esta vez todos los episodios estuvieron disponibles de antemano en la mediateca.
El estreno de la tercera y última temporada tuvo lugar en el Festival de Cine de Múnich 2019. La primera emisión en ZDF comenzó el 13 de septiembre de 2019.